# Niederlangen
Niederlangen è un comune di 1.210 abitanti della Bassa Sassonia, in Germania.
Appartiene al circondario (Landkreis) dell'Emsland (targa EL) ed è parte della comunità amministrativa (Samtgemeinde) di Lathen.